# Embolomeri
Die Embolomeri sind eine ausgestorbene Gruppe von aquatischen Landwirbeltiere, deren fossile Überreste vor allem aus Ablagerungen des Karbon von England bekannt sind. Aus dem Unterperm wurden Fossilien im Südwesten Nordamerikas gefunden. Am Ende des Unterperm starben die Embolomeri aus. Im Karbon bewohnten sie anscheinend eher tiefe, marine Gewässer, während die Fossilien aus dem Unterperm aus Ablagerungen von Flussdeltas stammen. Sie waren Fischfresser.

## Etymologie und Forschungsgeschichte
Das Taxon wurde bereits 1880 von Edward Drinker Cope vorgeschlagen und 1884 schließlich wissenschaftlich gültig beschrieben. Die von Cope gewählte Bezeichnung leitet sich ab von den altgriechischen Begriffen έμβολος („embolos“: „Einschiebsel“, „Keil“) und μέρος („meros“: „Reihe“, „Teil“) und bezieht sich auf die besondere Form der Wirbel.

## Merkmale

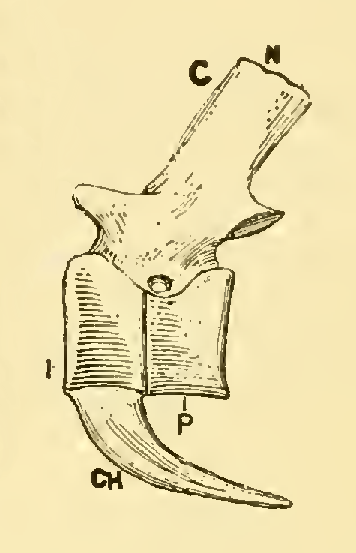
Embolomerer Wirbel

(In Klammer gesetzte Abkürzungen beziehen sich auf die Abbildung links.)
Die Embolomeren waren schlank, der Rumpf war durch eine Vermehrung der Wirbel auf etwa 40 verlängert.
Pleurocentrum („P“) und Intercentrum („I“) (Teile der Wirbel) bildeten jeweils zwei zylindrisch geformte Wirbelkörper, die über einen gemeinsamen Wirbelbogen („N“) miteinander verbunden waren. Chevronknochen („CH“) waren jeweils mit dem Intercentrum verbunden. Dieser Aufbau führte zu einer starken Biegsamkeit der Wirbelsäule und ermöglichte ein schlängelndes Schwimmen.
Einige Formen der Embolomeri entwickelten sekundär wieder eine sich oben auf dem Schwanz befindende Schwanzflosse. Ihre Gliedmaßen glichen denen ihrer an Land lebenden Vorfahren.
Zwischen Os quadratum und Pterygoid hatten sie nur eine sehr lockere Verbindung.

## Gattungen
- Anthracosaurus
- Archeria
- Diplovertebron
- Carbonerpeton
- Calligenethlon
- Eogyrinus
- Eoherpeton
- Palaeogyrinus
- Pteroplax
- Proterogyrinus
- Pholiderpeton
- Pholidogaster